# La infancia de Cristo
La infancia de Cristo, op. 25 es un oratorio para solistas, coro, orquesta y órgano, cuyo nombre original es « trilogie sacrée » (trilogía sagrada), de Hector Berlioz creada el 10 de diciembre de 1854 en París.

## Génesis
La génesis es curiosa : en 1850, Berlioz compone, una tarde, entre amigos, donde « uno de mis antiguos condiscípulos de la Academia de Roma, el sabio arquitecto Duc »—(Joseph-Louis Duc)—un coro, El Adiós de los Pastores a la Sagrada Familia, y que por esta razón lo pone bajo el nombre de Pierre Ducré, Maestro de música de la Santa Capilla de París en el siglo XVII (1679)—Ducré que viene de Duc (Duque) a cuya palabra ha unido la nota Re. « Esto estaba, escribe Berlioz, escrito sobre un pergamino en la notación antigua que he tenido mucha dificultad en descifrar ». El éxito es unánime, Berlioz revela que es de hecho el autor, y es posteriormente cuando completa la Infancia de Cristo con la primera parte, « El Sueño de Herodes », seguida de « La Huida a Egipto » que incluye « el Adiós », después de « La Llegada a Sais » que termina la obra. La Infancia de Cristo está creada en su integridad en París en diciembre de 1854.
La partitura para voz y piano fue editada por Breitkopf.

## Distribución
- La Virgen María (soprano)
- San José (barítono)
- Herodes (bajo)
- Polidoro (bajo)
- Un centurión (tenor)
- Un recitador (tenor)
- Un padre de familia. (bajo)
- Coro mixto (coro de muchachos, a voluntad)
- Coro a cuatro voces de mujeres detrás de la escena

## Argumento
Primera parte
El Sueño de Herodes.
El rey Herodes se lamente sobre la magnitud y la soledad de las monarcas. Es sujeto a una visión nocturna recurrente, convoca a los adivinos que le anuncian que « un niño acaba de nacer que hará desaparecer [su] trono y [su] poder ». Con el fin de contrarrestar esta profecía, decide matar a todos los recién nacidos.
(Indicación de Hector Berlioz : « después de un silencio cuya duración tendrá que representar el valor de aproximadamente 8 o 9 medidas, se pasará, sin otra interrupción, a la "Escena del Nacimiento »)
En un establo, la Virgen María atiende al Niño Jesús. Los ángeles confían a la Sagrada Familia que un peligro la amenaza y que tienen que huir. 
Segunda parte
La Huida a Egipto
Los pastores se han reunido delante del establo. Dicen adiós a la Sagrada Familia. Después el periplo comienza. 
Tercera parte
La llegada a Sais.
Están recogidos por una familia ismaelita. Un trío para dos flautas y arpa es ejecutado por los jóvenes Ismaelitas. El recitador es seguido por un coro que concluye la obra.

## Análisis
Aunque la obra está destinada a concierto, Hector Berlioz da una gran importancia al espaciamiento sonoro : « Durante toda la primera parte de la trilogía, los coristas hombres deben estar solo a la vista del público en uno de los lados del escenario. Las mujeres, sopranos y contraltos, están atrás del teatro, agrupadas en torno al órgano (Armónico-mélodium) y del maestro de canto. Al comienzo de la segunda parte, ellas vienen a ubicarse sobre la escena al lado opuesto a aquel que ocupan los hombres, no dejando entre bastidores más que 4 sopranos y 4 contraltos que deben quedarse hasta el final para el Aleluya y el Amén. Si el director de orquesta no tiene metrónomo eléctrico, el maestro de coro dirigirá a este desde bastidores, y el director de orquesta seguirá de oído sus movimientos »

## Discografía
- La infancia de Cristo Janet Baker, Eric Tappy, Philip Langridge, John Alldis Caer, London Symphony Orquestó, dirigido por Sir Colin Davis (Philips)
- La infancia de Cristo Anne-Sofie von Otter, Anthony Rolfe Johnson, José van Dam, Monteverdi Caer, Orquesta de la Ópera de Lyon, dirigida por John Eliot Gardiner (Erato)
- La infancia de Cristo Victoria de los Ángeles, Nicolai Gedda, Bernard Cottret, Roger Soyer, Ernest Blanco, René Duclos Caer, Orquesta de la Sociedad de los Conciertos del Conservatorio, dirigido por André Cluytens (EMI)
- La infancia de Cristo Florence Kopleff, Cesare Valletti, Giorgio Tozzi, Gerard Souzay, New England Conservatory Chorus, Boston Symphony Orquestó, dirigido por Charles Münch (RCA Victor)
- La infancia de Cristo Christiane Gayraud, Michel Sénéchal, Michel Roux, André Vessières, Xavier Depraz Chœurs de la Radiodiffusion-Televisión Francesa, Orquesta de los conciertos Columna, dirigido por Pierre Dervaux (Discos Vega)